# Nik Raivio
Nikolas Thomas Raivio (* 6. Februar 1986 in Antwerpen) ist ein US-amerikanischer Basketballspieler, der auch über die deutsche Staatsbürgerschaft verfügt.

## Laufbahn
Raivio, dessen Vater Rick und dessen älterer Brüder Derek Berufsbasketballspieler waren, wurde im belgischen Antwerpen geboren. Sein Vater war zu jener Zeit Berufsbasketballspieler in Belgien. Ab 1992 lebte die Familie wieder in den Vereinigten Staaten. Nach seiner Zeit an der Mountain View High School in Vancouver (US-Bundesstaat Washington) spielte Nik Raivio in der Saison 2005/06 am Northeastern Junior College in Colorado. Das Spieljahr 2006/07, in dem der 1,93 Meter große Aufbau- und Flügelspieler zum Aufgebot des Santa Rosa Junior College in Kalifornien gehörte, verlief für ihn aufgrund eines gebrochenen Schlüsselbeins ohne Spielpraxis. Zwischen 2007 und 2010 stand Raivio für die Mannschaft der University of Portland auf dem Feld und kam in insgesamt 79 Partien zum Einsatz. Er verbuchte Mittelwerte von 14,3 Punkten, 5,3 Rebounds sowie 2,2 Korbvorlagen pro Begegnung.
Raivio begann seine Profikarriere in der Saison 2010/11 beim belgischen Erstligisten Liège Basket. Noch während seines Premierenjahres als Berufsbasketballspieler kehrte Raivio in die Vereinigten Staaten zurück und lief bis zum Ende der Saison für die New Mexico Thunderbirds in der NBA D-League auf.
Ab 2011 folgten weitere Stationen bei Vereinen in Ligen Europas, darunter in Ungarn, Griechenland, Schweden und Italien. Besonders erfolgreich verlief seine Zeit beim ungarischen Erstligisten Kaposvári KK, für den er sowohl im Spieljahr 2011/12 als auch in der Saison 2014/15 auf dem Feld stand. 2011/12 gehörte Raivio mit einem Punkteschnitt von 21,1 zu den besten Korbschützen der ungarischen Liga. In der Saison 2014/15 war er mit 19,1 Punkten pro Begegnung ebenfalls sehr angriffsstark und wurde vom Internetdienst eurobasket.com zum Spieler des Jahres der Nemzeti Bajnokság I/A, Ungarns höchster Spielklasse, gekürt. Auch in seinen drei Jahren beim italienischen Zweitligaverein Legnano Basket trumpfte Raivio mit Offensivkraft auf. Die besten Punktwerte seiner Zeit in Italien erzielte er während der Spielzeit 2017/18 mit 18,5 pro Begegnung.
Ende Juni 2018 wurde Raivio vom deutschen Bundesligisten Medi Bayreuth verpflichtet. Er kam im Spieljahr 2018/19 auf 30 Bundesliga-Einsätze (4,8 Punkte/Spiel), in der Sommerpause 2019 wechselte er zum italienischen Zweitligisten Urania Mailand. 2021/22 stand er in Diensten von Pallacanestro Piacentina (dritthöchste Spielklasse). Zu Beginn der Saison 2022/23 spielte er für Forlì in Italiens zweiter Liga, Anfang Dezember 2022 gab Allianz Pazienza Cestistica San Severo aus derselben Spielklasse Raivios Verpflichtung bekannt.
Im 2023 kehrte er zu Legnano Basket in die dritte Liga Italiens zurück.